# 田寮義民爺亭
22°52′48″N 120°22′24″E / 22.8799481°N 120.373421°E
田寮義民爺亭，是位於臺灣高雄市田寮區西德里的義民廟。

## 歷史
田寮義民爺亭，所供奉的義民們身份多重，其源自於歷代保鄉衛里守土蹈義之士，也包含清治時期民變事件（1721年（清康熙六十年）朱一貴事件、1783年（清乾隆四十八年）林爽文事件、1862年（清同治元年）戴潮春事件）、少數漳泉械鬥、閩粵械鬥、漢人原住民衝突，以及日治時期當地抗日等事件中的犧牲者們。
清朝時期，高雄田寮和岡山一帶居民，多數是由中國大陸艱辛渡過台灣海峽（當時稱黑水溝）到台灣開墾的「唐山客」。由於地方政府的萎頹，時有盜匪出沒擾民，為了維護在地居民生活安危，地方百姓自組民軍，協助官兵維護治安、互相支援，形成一團練組織，駐紮於在地保衛鄉里，並協助官府鎮壓林爽文等民變叛亂事件，官府稱此民軍為「義民」。:388
某年夜晚，盜匪們出其不意向義民軍襲擊，義民軍不敵，於農曆10月14日遭到殲滅，屍橫遍野。義民軍戰死之處稱「萬人塚」，鄉民們感念義民軍的忠烈，將殉難的義民們合葬於當年義民軍的駐紮地，舊名「營盤崙」（即現今田寮義民爺亭處），並建立塚祠供奉。:388
隨著時光推進，該合葬塚處自行長出一株茄苳樹，至今樹齡已近二百年，村民於樹前建立四角亭，稱「義民爺亭」，並於該亭旁另設「馬埔」，即供戰馬飲水休憩之處，但現今馬埔僅存遺址供後人憑弔。 :388
據當地耆老口述，於1898年底（日明治三十一年）當地爆發「鹿埔事件」（抗日事件），該事件中的犧牲者亦收埋於該塚。因當時高雄田寮的鹿埔地區為抗日據點之一，當地的柯明傳、劉朝榮等人號召族親與庄內青壯組織約200名與日軍對抗，《臺灣日日新報》與《臺灣憲兵隊史》記載，此役造成守備兵3人、憲兵1人、商人與工夫各1人陣亡，但抗日陣營最終不敵日軍先進的武器而失敗，後續日軍則展開「清庄」，將可疑份子帶至田寮區崇德里與西德里一帶處決，並收埋於義民爺亭處。因此該塚所埋葬者除了清代到日治時期的先人，也包含了鹿埔事件的犧牲者。
1969年（民國五十八年），田寮區的崇德和西德兩村村民感念義民爺的義行，於義民爺塚前設置一刻有「義民總帥之故瑩、崇西兩村弟子共祀竣」大理石碑。
1975年（民國六十四年），於義民爺塚旁建立「義民爺廟」以供奉義民爺。

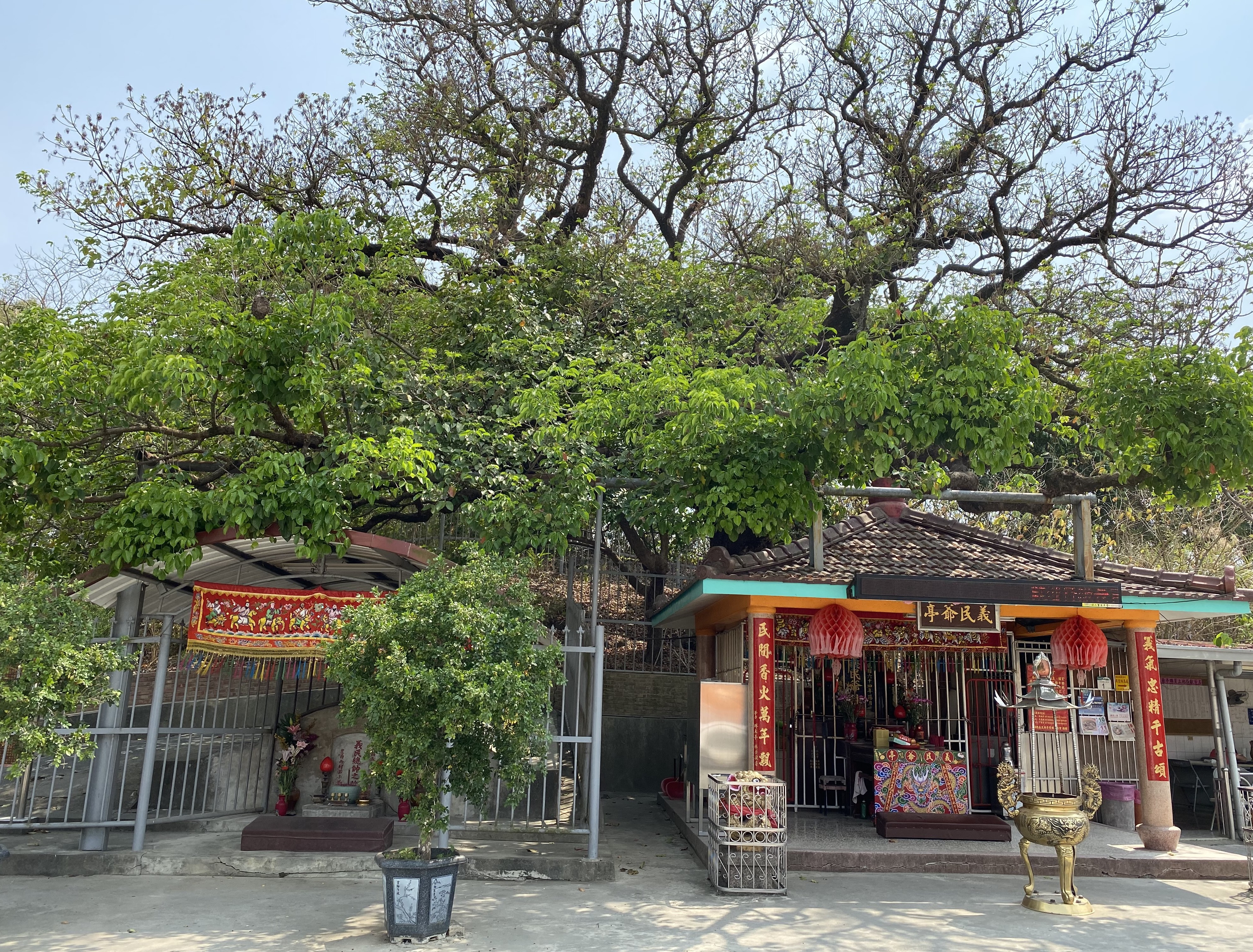
高雄田寮義民爺亭遠景

## 祭祀
在地鄉民感念義民軍的英勇事蹟，訂於每年農曆10月14日為義民爺祭典大會，由田寮區當地的崇德、西德兩村聯合舉辦祭典，曾經於廟前空地處搭滿布袋戲、歌仔大戲等大小戲棚，最熱鬧時曾經有近三十組戲團拼戲競演，村中家家戶戶辦理流水席宴請親友，日鑼鼓喧天，日夜不輟，道路雍塞，熱鬧程度堪比農曆春節。:388 

## 外部連結
- 田寮義民亭臉書專頁 （页面存档备份，存于）
- 高雄市田寮區西德社區 （页面存档备份，存于）